# Wittgensteiner Kreisblatt
Das Wittgensteiner Kreisblatt war die erste im Kreis Wittgenstein hergestellte regionale Wochenzeitung. Sie wurde ab 1852 in Berleburg herausgegeben und musste 1933 unter politischem Druck ihr Erscheinen einstellen.

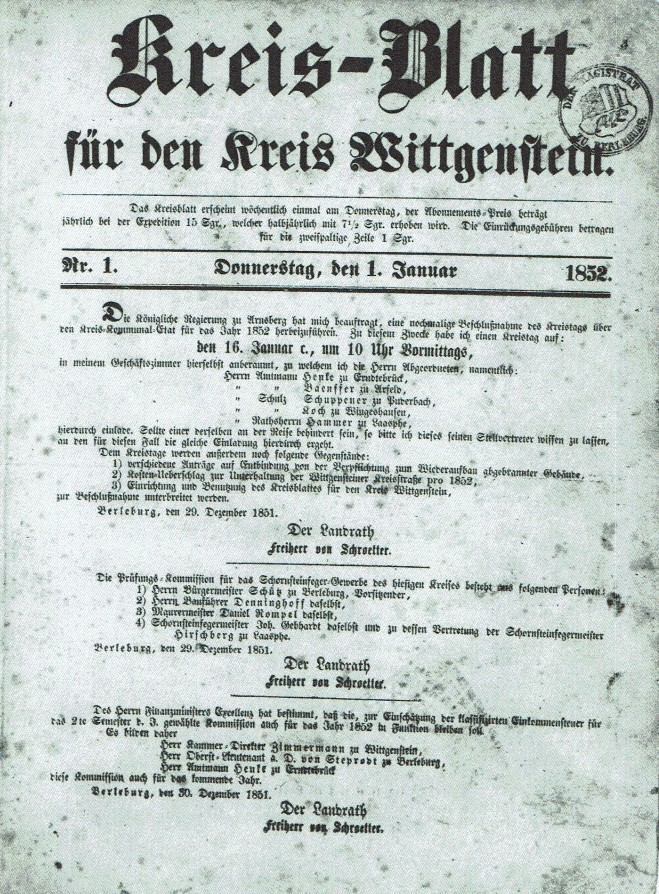
Kreis-Blatt für den Kreis Wittgenstein vom 1. Januar 1852 (Erstausgabe)

## Geschichte

### Überregionale Publikationen
In der ersten Hälfte des 19. Jahrhunderts bestand offenbar kaum ein Bedürfnis für eine eigene Zeitung innerhalb des Kreises Wittgenstein. Aus dem Jahr 1813 sind wenige Nachrichten aus dem Wittgensteiner Land bekannt, die in der Zeitung des Großherzogthums Frankfurt sowie in der Großherzoglich Hessischen Zeitung in Darmstadt veröffentlicht wurden. Die erste Zeitung für den Kreis Wittgenstein war das in Siegen herausgegebene, 1823 gegründete Siegerländer Intelligenzblatt, mit wenigen Nachrichten und einem geringen Anzeigenaufkommen aus Wittgenstein. Als die Zeitung mit Beginn des Jahrgangs 13 im Jahr 1835 ihren Namen in Intelligenzblatt für die Kreise Siegen und Wittgenstein änderte, wurde sie auch in der Region Wittgenstein deutlicher wahrgenommen. Der Anteil der Anzeigen aus Wittgenstein wie auch der dortigen Abonnenten nahm zu. Dennoch konnte die Zeitung sich damals nicht dauerhaft in Wittgenstein behaupten; im Gegensatz zur Gegenwart, in der sie unter dem Namen Siegener Zeitung als auflagenstärkste Tageszeitung im Kreis Siegen-Wittgenstein gilt.

### Herausgeber Heinrich Matthey
Den ersten Vorstoß einer Zeitung ausschließlich für den Kreis Wittgenstein unternahm im Herbst 1851 der Buchdrucker Heinrich Matthey (1825–1913) aus Berleburg. Matthey hatte seine Ausbildung in der Stein’schen Druckerei in Arnsberg gemacht und war der erste, der nach Einführung eines Pressgesetzes im Regierungsbezirk Arnsberg ein Buchdruckerexamen ablegen musste. Nach Bestehen des Examens erhielt Matthey ein Prüfungszeugnis sowie eine Konzession zur Etablierung einer Buchdruckerei in Berleburg. In dieser Residenzstadt war die letzte Buchdruckerei, in der u. a. die Berleburger Bibel gedruckt worden war, hundert Jahre zuvor eingegangen. Insofern schienen die wirtschaftlichen Voraussetzungen nicht günstig. Hemmend wirkte auch eine Pressezensur. Zeitungsherausgeber waren gezwungen, eine Kaution zu stellen, sofern sie politische Nachrichten drucken wollten. Die Höhe der bei der Regierung in Arnsberg zu hinterlegenden Kaution hing von der Einwohnerzahl der Stadt ab, in der das Blatt erscheinen sollte. Auf Berleburg bezogen, musste Matthey 1080 Thaler aufbringen und hinterlegen. Den wirtschaftlichen Spielraum des Unternehmers schränkte zudem eine zusätzlich erhobene Zeitungsstempelsteuer ein.
Dennoch begann Matthey recht zügig mit seinem Vorhaben, eine eigene Zeitung im Kreis Wittgenstein zu verwirklichen. Am 1. Januar 1852 eröffnete Matthey seine Druckerei in Berleburg und gab am selben Tag erstmals das Kreisblatt für den Kreis Wittgenstein heraus. Die Zeitung bestand zunächst aus vier Seiten und enthielt neben einigen amtlichen Bekanntmachungen, einem Gedicht, einem Fortsetzungsroman, einer Immobilienanzeige aus Richstein lediglich die Eröffnungsanzeige der Buchdruckerei Matthey. Die Zeitung stand zunächst unter Verwaltung des amtierenden Landrats Bruno von Schrötter, dem alle Zeitungsinhalte vor Veröffentlichung vorzulegen waren. Der Name der Zeitung wurde am 1. Januar 1856 in Wittgensteiner Kreisblatt geändert.
Da sich im Wittgensteiner Kreisblatt erst Mitte 1857 politische Nachrichten vorfanden, nahm Mattheys Nachfolger Winckel an, dass Heinrich Matthey erst zu diesem Zeitpunkt die Kaution aufbringen konnte.
Die Anzahl der Leser wuchs im Laufe der Jahre, kam jedoch kaum über 400 Abonnenten heraus. Dies lag unter anderem an der speziellen Ausrichtung auf den nördlichen Kreis um Berleburg, während im südlichen Kreis um Laasphe zunächst das Siegener Intelligenzblatt seine Leserschaft behielt. Nachdem jedoch 1876 die Druckerei Ernst Schmidt in Laasphe mit dem Wittgensteiner Wochenblatt, der späteren Wittgensteiner Zeitung, startete, schwanden im Südkreis die Marktanteile des Intelligenzblatts. Mit der raschen Auflagenerhöhung der Zeitung in Laasphe wurde sie auch ein ernstzunehmender Konkurrent des Wittgensteiner Kreisblatts in Berleburg.
Als 1868 der Landwirtschaftliche Kreisverein als einer der Hauptkunden mit seinem Themenbereich und den geschalteten Anzeigen ausfiel, weil er eine eigene Zeitschrift herausbringen wollte, bemühte sich Matthey, dem politischen und unterhaltsamen Teil der Zeitung mehr Raum zu geben; jedoch gelang es nicht, hierdurch deutlich mehr Leser zu gewinnen. Matthey gab seinen Betrieb in Berleburg auf und wanderte 1873 mit seiner Familie nach Nordamerika aus. Er zog zunächst nach Milwaukee, dann nach Davenport im US-Bundesstaat Iowa. Hier gründete er 1876 mit dem deutschen Blatt Sternen Banner eine neue Tageszeitung, die ihm hohes Ansehen und ein Vermögen einbrachte.

### Herausgeber Wilhelm Winckel

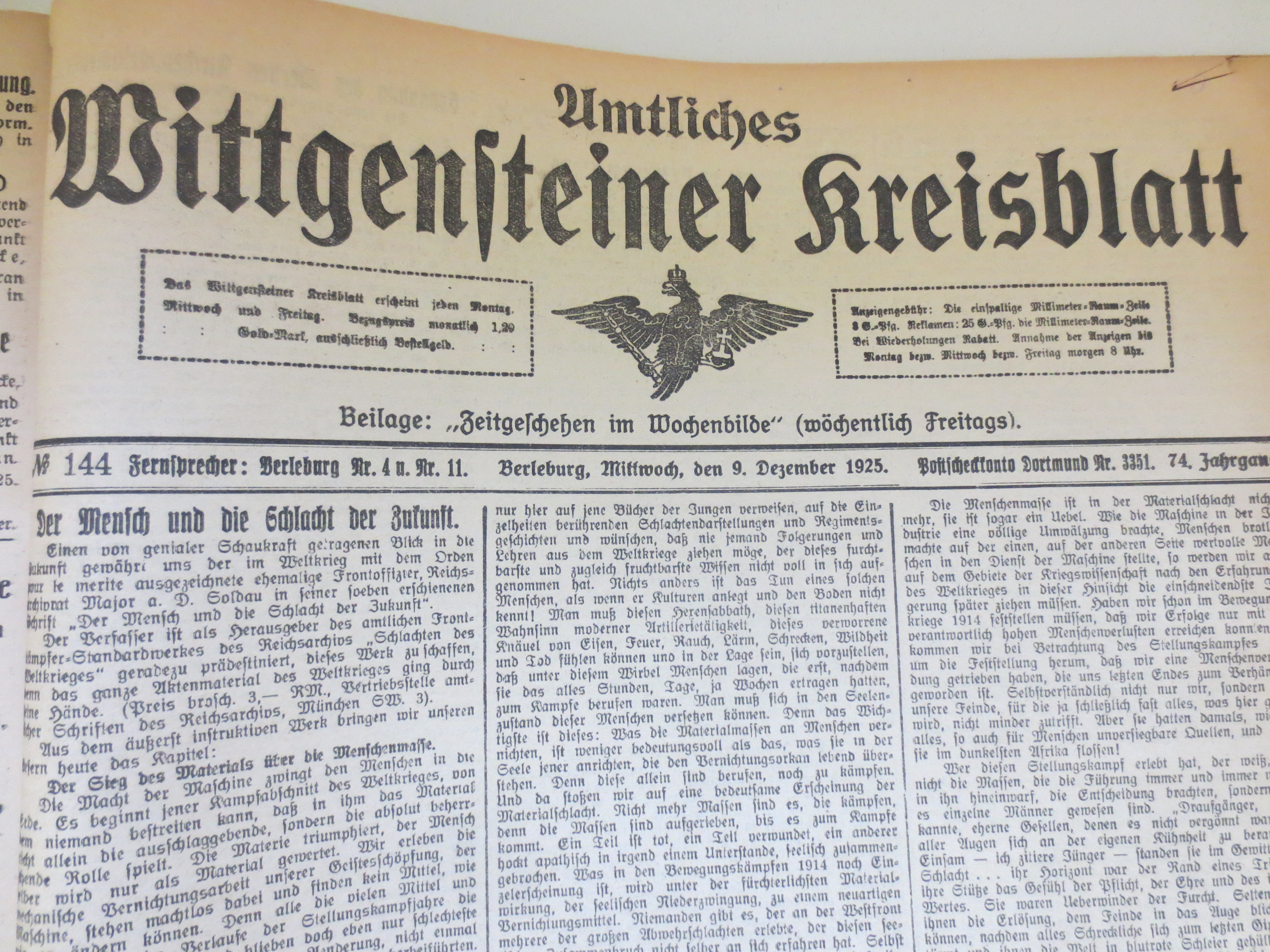
Wittgensteiner Kreisblatt vom 9. Dezember 1925.

Am 9. September 1873 verkaufte Heinrich Matthey seine Druckerei sowie den Verlag des Wittgensteiner Kreisblatts an Wilhelm Winckel (1835–1902). Winckel, der Sohn des Pfarrers und späteren Superintendenten Friedrich Wilhelm Winckel und seiner Ehefrau Caroline geb. Usener, hatte sich bereits ab 1. Mai 1861 mit der Gründung einer Tütenfabrik in Berleburg etabliert. Er verzichtete ebenso wie sein Vorgänger zunächst auf die Veröffentlichung politischer Nachrichten, da ihm nach dem Kauf des Unternehmens von Matthey weitere Barmittel fehlten. Nachdem er sich das Kapital bei einem Geschäftsmann aus Elsoff lieh, konnte er die geforderte Kaution der Regierung in Arnsberg stellen und ab 1. Januar 1874 auch wieder politische Nachrichten drucken. Die Abschaffung der Zeitungsstempelsteuer im Oktober 1873 brachte weitere Erleichterung für den Vertrieb der Zeitung. Dennoch stand die Zeitung weiterhin unter Aufsicht des Landrates, damals Wilhelm von Schroetter.
Ab 1. Januar 1873 erschien das Wittgensteiner Kreisblatt für einige Zeit in zwei verschiedenen Auflagen, wobei der umfangreicheren Auflage ein achtseitiges illustriertes Unterhaltungsblatt beigefügt wurde. Diese Zweiteilung setzte sich jedoch nicht durch. Dennoch konnte Winckel die Auflage der Zeitung bereits 1875 auf immerhin 700 Exemplare steigern.
Ab 1. Januar 1883 erschien die Zeitung mit einem wöchentlichen vierseitigen, illustrierten Unterhaltungsblatt und der Provinzial-Korrespondenz als Gratisbeilagen zweimal wöchentlich. Zum 50-jährigen Jubiläum des Wittgensteiner Kreisblatts im Jahr 1901 berichtete Winckel, dass die Zeitung, die bereits seit vielen Jahren zweimal pro Woche erschien, inzwischen in einer Auflage von 1360 Exemplaren gedruckt werde.
In den 1930er Jahren geriet die Zeitung unter politischen Druck der NS-Machthaber. Das Wittgensteiner Kreisblatt stellte am 31. Juli 1933 sein Erscheinen zugunsten der linientreuen Wittgensteiner Nationalzeitung ein. 

### Überlieferung
Die Zeitung ist weitgehend vollständig archiviert. Zusätzlich bestehen Findlisten zu diversen regionalhistorischen Themen, die innerhalb des Vertriebszeitraums der Zeitung aufgegriffen worden sind. Inzwischen sind viele Ausgaben sowie auch einzelne Beilagen des Wittgensteiner Kreisblatts bis einschließlich 30. Juni 1933 online verfügbar. In einem Bestandsverzeichnis Westfälischer Zeitungen finden sich weitere Nachweise in Siegen und Dortmund.